# Ambrogio Bessi
Ambrogio Bessi, (Trieste, Italia, 1 de julio de 1915 - 12 de agosto de 1997) fue un jugador de baloncesto italiano. Fue medalla de plata con Italia en el Eurobasket de Letonia 1937.

## Palmarés
- LEGA: 2

Ginnastica Triestina : 1939-1940, 1940-1941